# Marina Erakovic
Marina Erakovic (ur. 6 marca 1988 w Splicie) – nowozelandzka tenisistka pochodzenia chorwackiego.

## Kariera tenisowa
Erakovic jest tenisistką praworęczną z oburęcznym backhandem. W turniejach juniorskich wygrała w parze z Michaëllą Krajicek US Open w roku 2004 oraz Australian Open w 2005 z Wiktoryją Azaranką.
Pierwsze zawodowe spotkanie wygrała w 2005 pokonując w pierwszej rundzie w Auckland Marie-Ève Pelletier. Przegrała w drugiej rundzie z Janette Husárovą.
W lutym 2013 roku w Memphis wygrała swój pierwszy tytuł WTA Tour w grze pojedynczej. W zawodach pokonała m.in. Annikę Beck, Sofię Arvidsson, Jamie Hampton i Stefanie Vögele. W finale tenisistka wygrała z Sabine Lisicki. Po pierwszym secie, wygranym przez Erakovic wynikiem 6:1, Niemka skreczowała. Ponadto Erakovic czterokrotnie występowała w innych finałach.
W grze podwójnej Erakovic triumfowała osiem razy. W roku 2008 zwyciężyła w zawodach w ’s-Hertogenbosch, Tokio i Luksemburgu, w 2010 w Pattaya, w 2011 w Linzu, w 2012 w Stanford i Dallas, a w 2014 ponownie w ’s-Hertogenbosch.

## Finały turniejów WTA
| Legenda                     | Legenda |
| --------------------------- | ------- |
| Wielki Szlem                |         |
| Igrzyska olimpijskie        |         |
| WTA Tour Championships      |         |
| 1988 – 2008                 |         |
| Kategoria I                 |         |
| Kategoria II                |         |
| Kategoria III               |         |
| Kategoria IV                |         |
| Kategoria V                 |         |
| 2009 – 2020                 |         |
| WTA Premier Mandatory       |         |
| WTA Premier 5               |         |
| WTA Premier                 |         |
| WTA International Series    |         |
| WTA 125K series (2012–2020) |         |

### Gra pojedyncza (1–4)
| Końcowy wynik | Nr | Data             | Turniej | Nawierzchnia    | Przeciwniczka              | Wynik finału  |
| ------------- | -- | ---------------- | ------- | --------------- | -------------------------- | ------------- |
| Finalistka    | 1. | 18 września 2011 | Québec  | Dywanowa (hala) | Barbora Záhlavová-Strýcová | 6:4, 1:6, 0:6 |
| Finalistka    | 2. | 25 lutego 2012   | Memphis | Twarda (hala)   | Sofia Arvidsson            | 3:6, 4:6      |
| Zwyciężczyni  | 1. | 23 lutego 2013   | Memphis | Twarda (hala)   | Sabine Lisicki             | 6:1, krecz    |
| Finalistka    | 3. | 15 września 2013 | Québec  | Dywanowa (hala) | Lucie Šafářová             | 4:6, 3:6      |
| Finalistka    | 4. | 30 kwietnia 2016 | Rabat   | Ceglana         | Timea Bacsinszky           | 2:6, 1:6      |

### Gra podwójna (8–8)
| Końcowy wynik | Nr | Data                 | Turniej          | Nawierzchnia  | Partnerka              | Przeciwniczki                           | Wynik finału         |
| ------------- | -- | -------------------- | ---------------- | ------------- | ---------------------- | --------------------------------------- | -------------------- |
| Finalistka    | 1. | 24 maja 2008         | Stambuł          | Ceglana       | Polona Hercog          | Jill Craybas Wolha Hawarcowa            | 1:6, 2:6             |
| Zwyciężczyni  | 1. | 21 czerwca 2008      | ’s-Hertogenbosch | Trawiasta     | Michaëlla Krajicek     | Līga Dekmeijere Angelique Kerber        | 6:3, 6:2             |
| Zwyciężczyni  | 2. | 4 października 2008  | Tokio            | Twarda        | Jill Craybas           | Ayumi Morita Aiko Nakamura              | 4:6, 7:5, 10–6       |
| Zwyciężczyni  | 3. | 26 października 2008 | Luksemburg       | Twarda (hala) | Sorana Cîrstea         | Wiera Duszewina Marija Korytcewa        | 2:6, 6:3, 10–8       |
| Zwyciężczyni  | 4. | 14 lutego 2010       | Pattaya          | Twarda        | Tamarine Tanasugarn    | Anna Czakwetadze Ksienija Pierwak       | 7:5, 6:1             |
| Finalistka    | 2. | 24 lipca 2010        | Portorož         | Twarda        | Anna Czakwetadze       | Marija Kondratjewa Vladimíra Uhlířová   | 4:6, 6:2, 7–10       |
| Finalistka    | 3. | 8 stycznia 2011      | Auckland         | Twarda        | Sofia Arvidsson        | Květa Peschke Katarina Srebotnik        | 3:6, 0:6             |
| Zwyciężczyni  | 5. | 16 października 2011 | Linz             | Twarda (hala) | Jelena Wiesnina        | Julia Görges Anna-Lena Grönefeld        | 7:5, 6:1             |
| Finalistka    | 4. | 14 stycznia 2012     | Hobart           | Twarda        | Chuang Chia-jung       | Irina-Camelia Begu Monica Niculescu     | 7:6(4), 6:7(4), 5–10 |
| Zwyciężczyni  | 6. | 15 lipca 2012        | Stanford         | Twarda        | Heather Watson         | Jarmila Gajdošová Vania King            | 7:5, 7:6(7)          |
| Zwyciężczyni  | 7. | 24 sierpnia 2012     | Dallas           | Twarda        | Heather Watson         | Līga Dekmeijere Irina Falconi           | 6:3, 6:0             |
| Finalistka    | 5. | 11 maja 2013         | Madryt           | Ceglana       | Cara Black             | Anastasija Pawluczenkowa Lucie Šafářová | 2:6, 4:6             |
| Finalistka    | 6. | 25 maja 2013         | Strasburg        | Ceglana       | Cara Black             | Kimiko Date-Krumm Chanelle Scheepers    | 4:6, 6:3, 12–14      |
| Finalistka    | 7. | 16 czerwca 2013      | Birmingham       | Trawiasta     | Cara Black             | Ashleigh Barty Casey Dellacqua          | 5:7, 4:6             |
| Zwyciężczyni  | 8. | 20 czerwca 2014      | ’s-Hertogenbosch | Trawiasta     | Arantxa Parra Santonja | Michaëlla Krajicek Kristina Mladenovic  | 0:6, 7:6(5), 10–8    |
| Finalistka    | 8. | 23 sierpnia 2014     | New Haven        | Twarda        | Arantxa Parra Santonja | Andreja Klepač Sílvia Soler Espinosa    | 5:7, 6:4, 7–10       |

## Finały juniorskich turniejów wielkoszlemowych

### Gra podwójna (4)
| Końcowy wynik | Rok  | Turniej         | Nawierzchnia | Partnerka          | Przeciwniczki                      | Wynik finału  |
| Finalistka    | 2004 | Wimbledon       | Trawiasta    | Monica Niculescu   | Wiktoryja Azaranka Wolha Hawarcowa | 4:6, 6:3, 4:6 |
| Zwyciężczyni  | 2004 | US Open         | Twarda       | Michaëlla Krajicek | Mădălina Gojnea Monica Niculescu   | 7:6, 6:0      |
| Zwyciężczyni  | 2005 | Australian Open | Twarda       | Wiktoryja Azaranka | Nikola Fraňková Ágnes Szávay       | 6:0, 6:2      |
| Finalistka    | 2005 | Wimbledon       | Trawiasta    | Monica Niculescu   | Wiktoryja Azaranka Ágnes Szávay    | 7:6, 2:6, 0:6 |